# 高桥街道 (长沙市)
高桥街道，是中华人民共和国湖南省长沙市雨花区下辖的一个乡镇级行政单位。

## 行政区划
高桥街道下辖以下地区：
金环社区、怡园社区、火焰社区、高桥大市场社区、高桥社区筹委会、友谊村社区筹委会、永定社区和永祥社区。